# Antheraea constans
Antheraea constans är en fjärilsart som beskrevs av Otto Staudinger 1911. Antheraea constans ingår i släktet Antheraea och familjen påfågelsspinnare. Inga underarter finns listade i Catalogue of Life.